# Camptochaete leichardtii
Camptochaete leichardtii là một loài Rêu trong họ Lembophyllaceae. Loài này được (Hampe) Broth. mô tả khoa học đầu tiên năm 1907.